# ATP de Båstad de 2013
O ATP de Båstad de de 2013 foi um torneio de tênis masculino disputado em quadras de saibro na cidade de Båstad, Suécia. Esta foi a 66ª edição do evento.

## Distribuição de pontos
| Evento  | V   | F   | SF | QF | Segunda rodada | Primeira rodada | Q  | Q3 | Q2 | Q1 |
| Simples | 250 | 150 | 90 | 45 | 20             | 0               | 12 | 6  | 0  | 0  |
| Duplas  | 250 | 150 | 90 | 45 | 0              | —               | —  | —  | —  | —  |

## Chave de simples

### Cabeças de chave
| País | Jogador           | Rank1 | Cabeça |
| ---- | ----------------- | ----- | ------ |
| CZE  | Tomáš Berdych     | 6     | 1      |
| ESP  | Nicolás Almagro   | 16    | 2      |
| ARG  | Juan Mónaco       | 20    | 3      |
| ESP  | Tommy Robredo     | 29    | 4      |
| BUL  | Grigor Dimitrov   | 31    | 5      |
| SRB  | Viktor Troicki    | 44    | 6      |
| ARG  | Horacio Zeballos  | 52    | 7      |
| ESP  | Fernando Verdasco | 54    | 8      |

- 1 Rankings como em 24 de junho de 2013

### Outros participantes
Os seguintes jogadores receberam convites para a chave de simples:
- Markus Eriksson
- Andreas Vinciguerra
- Elias Ymer

Os seguintes jogadores entraram na chave de simples através do qualificatório:
- Henri Laaksonen
- Julian Reister
- Diego Sebastián Schwartzman
- Antonio Veić

O seguinte jogador entrou na chave de simples como lucky loser:
- Marius Copil

### Desistências
Antes do torneio
- Simone Bolelli
- Rogério Dutra Silva (lesão no tornozelo)
- David Ferrer (lesão no tornozelo)
- Jerzy Janowicz
- Paolo Lorenzi (lesão no tornozelo)
- Guido Pella

## Chave de duplas

### Cabeças de chave
| País | Jogador           | País | Jogador           | Rank1 | Cabeça |
| ---- | ----------------- | ---- | ----------------- | ----- | ------ |
| SWE  | Robert Lindstedt  | CAN  | Daniel Nestor     | 27    | 1      |
| ESP  | David Marrero     | ESP  | Fernando Verdasco | 36    | 2      |
| ITA  | Daniele Bracciali | CZE  | František Čermák  | 77    | 3      |
| SWE  | Johan Brunström   | RSA  | Raven Klaasen     | 109   | 4      |

- 1 Rankings como em 24 de junho de 2013

### Outros participantes
As seguintes parcerias receberam convites para a chave de duplas:
- Isak Arvidsson /  Micke Kontinen
- Grigor Dimitrov /  Mikael Tillström

A seguinte parceria entrou na chave de duplas como alternate:
- Thiemo de Bakker /  Rameez Junaid

### Desistências
Antes do torneio
- Paolo Lorenzi (lesão no tornozelo)

## Campeões

### Simples
- Carlos Berlocq venceu  Fernando Verdasco, 7–5, 6–1

### Duplas
- Nicholas Monroe /  Simon Stadler venceram  Carlos Berlocq /  Albert Ramos, 6–2, 3–6, [10–3]